# Lourinia nicobarica
Lourinia nicobarica is een eenoogkreeftjessoort uit de familie van de Louriniidae. De wetenschappelijke naam van de soort is voor het eerst geldig gepubliceerd in 1940 door Sewell.